# Violent by Design
The Design fue un stable heel de lucha libre profesional, que trabaja en Impact Wrestling, conformado por Deaner, Kon y Joe Doering. El stable se formó el 14 de noviembre de 2020 en el evento Turning Point, donde Doering debutó como ejecutor de Young. El grupo se expandiría más tarde con las adiciones de Deaner y Rhino.

## Historia

### Impact Wrestling (2020-2024)
En el evento Slammiversary el 18 de julio de 2020, Eric Young hizo su regreso sorpresa a Impact Wrestling como participante sorpresa en un combate por el vacante Campeonato Mundial de Impact, pero perdió el combate. Ganaría el título en septiembre, solo para perderlo un mes después ante Rich Swann en Bound for Glory.
Poco después de perder el título, Joe Doering debutó como ejecutor de Young en Turning Point y atacó a Cody Deaner y Cousin Jake. Durante las siguientes semanas, Young se peleó con Deaner y Rhyno y esto resultó en una pelea entre Deaner y Young el 8 de diciembre de Impact!, que Young ganó, y una pelea en Final Resolution, entre Young y Rhyno, que Young ganó después. Deaner se volvió contra sus socios y se unió a Young.
El 5 de enero de 2021 en Impact!, Deaner apareció con una nueva apariencia con una cabeza rapada y calva, barba recortada y el nombre modificado como Deaner. En Hard to Kill, el trío fue nombrado oficialmente Violent by Design (VBD), ya que derrotaron a Tommy Dreamer, Rhino y Jake en un Old School Rules Match. El 19 de enero en Impact!, Young derrotó a Rhino y procedió a herirlo, dejándolo fuera de combate. Posteriormente, el primo Jake cambiaría su nombre a Jake Something y derrotó a Deaner en No Surrender. En Sacrifice, Deaner y Doering derrotaron a Chris Sabin y James Storm en una lucha por equipos después de que Rhino atacara a Sabin, uniéndose así a VBD. En Hardcore Justice, VBD derrotó al Team Dreamer (Eddie Edwards, Rich Swann, Willie Mack y Trey Miguel) en una Hardcore War.
En septiembre, Doering haría una pausa en la lucha libre profesional después de que su cáncer cerebral regresara. En el episodio del 3 de noviembre de Impact!, Angels y Kon se unieron al stable.
En el episodio del 1 de diciembre de Impact, Deaner derrotó a Young en una cinemática. pelea en prisión (donde se dio a entender que Deaner lo apuñaló con una navaja) después de que Young lo convenciera de hacerlo cuando Deaner dudó, convirtiéndose así en el nuevo líder del grupo. La semana siguiente, Deaner, Kon y Angels cambiaron el nombre de su grupo a The Design.
Después de pasar la mayor parte de diciembre peleando con el grupo, en el episodio del 12 de enero de 2023 de Impact, Sami Callihan decidió unirse a The Design, haciendo que Deaner se afeitara la cabeza como iniciación y pasando a llamarse simplemente Callihan. El 16 de abril de 2023 en Rebellion, Callihan se volvió contra The Design golpeando a Deaner con un bate de béisbol.

## Campeonatos y logros
- Impact Wrestling
  - Impact World Tag Team Championship (2 veces) - Young, Deaner, Doering & Rhino (1) - Young, Deaner & Doering (2)